# Gorseinon
Gorseinon – miasto w południowej Walii, w hrabstwie Swansea, historycznie w Glamorgan, położone nad rzeką Lliw, u nasady półwyspu Gower, około 10 km na północny zachód od miasta Swansea. W 2011 roku liczyło 15 757 mieszkańców.
Gorseinon pozostawało niewielką wsią do końca XIX wieku. Rozwinęło się jako ośrodek wydobycia węgla, hutnictwa stali oraz produkcji blach cynowanych.
W latach 1867–1964 funkcjonowała tu stacja kolejowa, obecnie zburzona, na zlikwidowanej linii ze Swansea Victoria do Pontarddulais.